# 賃労働
賃労働（ちんろうどう）とは、賃金を対価にして行われる労働のこと。

## 概要
賃労働は、労働者が持つ労働能力を商品とみなして売買を行うもので、所有者である労働者が自己が持つ労働能力を一定条件（時間・価格）によって購入者である雇用主に売り、雇用主はその労働能力を消費して生産活動などを行い、そこから得た利益の一部である貨幣を賃金という名目で労働者に払うことによって成立する。
カール・マルクスは賃労働を自己の経済理論の基本概念の1つとして重視し、賃労働が成立するためには二重の意味で自由である労働者の存在が必要であるとした。すなわち、自己の自由意志に基づいて労働力を販売することができ（人格的隷属関係からの自由）、かつ生産手段を所有していないため（生産手段から自由）、労働力を販売する以外に生活することが不可能な人々のことを指している。
賃労働における労働者は形式的あるいは人格的に雇用者からは自由である。これは、労働者自身が私有財産として扱われた奴隷制や生産手段である土地に緊縛されて自由な移動を許されなかった農奴制との大きな違いである。そのため、賃労働の形成は資本主義成立の前提条件であるとともにその元で広く一般化される現象であるとする。すなわち、賃労働を抜きにした資本主義もその反対もあり得ないということになる。その一方で、労働者は生産手段を持っていないため、自分の持つ労働能力を販売して貨幣収入を得ない限りは生きていくことが出来ない。そのために労働者は表面上労働能力の販売を行うか否かの自由を有しているものの、実態は一部の資産家を例外とすれば、労働能力を販売しない限りは人間社会で生存していくことすら困難となる。さらに労働者は販売先である雇用者を自由に選択することが可能である。だが実態は販売を拒むことが出来ないため、その販売条件は雇用者側の意向が強く反映され、雇用者に強く隷属される労働を行わざるを得ない。
さらに賃労働において、労働能力の価値の反映とされる賃金には、労働能力の消費によって行われる生産活動によって労働能力の価値を上回る価値が生み出されることに点については考慮されていない。実際に生産活動によって創出された価値は賃金の支払いにあてられている必要労働部分と利潤を形成する余剰労働部分に分けられ、余剰労働によって生み出される剰余価値は雇用者の拡大再生産と資本形成に利用されている。にもかかわらず、必要労働と余剰労働の区別が困難であるため、労働者の目には剰余価値の存在を意識することができず、全ての労働に対する賃金が払われている（必要労働しか存在しない）かのように見られる。このため、マルクスは賃労働を賃金の存在によって搾取の事実を巧みに隠蔽する労働とみなし、共産主義によってこれを廃絶する必要を説く一方、資本主義の発展とともに賃労働も発達して雇用主（資本家）への労働者の従属は拡大・深化するものの、同時にこの関係を克服する変革主体として労働者階級の組織化が進み、革命への足がかりになると捉えられている。

## 日本における賃労働の形成
日本における賃労働の本格的な形成は明治維新以後のことである。初期の賃労働を生み出したのは士族層からであった。農村部においては農業不振によって出稼ぎや離農した人々が周辺の製糸・織物業や遠隔地の炭鉱・鉱山、さらに都市部の工場へと流れていって賃労働者化していった。職人の場合は、従来の職人層がマニュファクチュアや問屋制商業資本、親方制度の構築の中で再編されて賃労働者化していった。士族の場合は秩禄処分と士族授産の失敗によって没落していった人々が賃労働者化していった。
日本でも産業革命が進展していった明治中期になると、その主軸となった製糸業・紡績業において「女工」と呼ばれる大量の女性賃労働者が出現するようになる。彼女たちは経済的不振に喘ぐ地方の貧農や小作人の子女の出身者が多く、雇用の際に旅費や支度料の名目で一定の前貸金を与え、それを根拠に契約期間中の退職の厳禁や格安の賃金、昼夜二交代制による深夜労働などの過酷な条件を押しつけ、一種の債務奴隷の状態に置いていた。一方、男性賃労働者の場合には主に漁村や鉱山などでの出稼ぎ労働が多かったが、重工業の発展に伴うそれらの分野への進出も増加していった。重工業の場合、未熟練な労働者でも一定の効果をあげ得た女工たちとは違い、労働者が持つ経験などの由来する労働能力の高さ（熟練性）が求められたため、生産現場における熟練工、特に親方・職長と呼ばれる請負人的立場にある熟練工の役割を経営側も無視できなかった。彼らは若い見習工を指揮監督するとともに見習工に対する賃金・雇用決定に関して一定の役割を担った。また、彼らの中にはより有利な労働条件を求めて「渡り職工」として流動的な移動を行う者もいた。
大正時代、特に第一次世界大戦後になると、国際的風潮によって労働者保護法制が日本でも導入されるとともに、労務管理の概念が経営側に取り入れられるようになった。さらに工業全体で機械化が進展したことも賃労働のあり方に変化をもたらしていった。すなわち、旧来の親方制度が消滅して経営側が賃労働者の採用・配置・昇給・昇進などを把握するようになり、「流れ職工」を外部から入れるような動きは少なくなっていった。さらに女工においても機械化の進展とともに従来の未熟練労働者を債務奴隷化していく従来の方式が廃れ、能力・適性に基づく採用を重視するようになった。さらに雇用調整しやすい賃労働者層として新たに臨時工や社外工などの制度が導入され、従来の常用工と区別されていった。
さらに昭和に入ると軍需の高まりと男性賃労働者の徴兵などの影響もあって、金属・機械工業でも軽労働の分野に関しては女性賃労働者の進出が見られ、1940年代に入るとかつての「女工」の活動の舞台となっていた製糸・紡績業を上回るようになっていった。さらに一時的な現象とは言え、戦局悪化に伴う勤労動員の強化によって学生や朝鮮半島などの植民地出身者が生産現場に投入される場面も増加していった。